# James Gould Cozzens
James Gould Cozzens (Chicago, 19 agosto 1903 – Stuart, 9 agosto 1978) è stato uno scrittore statunitense vincitore del Premio Pulitzer per la narrativa nel 1949 per il romanzo Guard of Honor.

## Biografia
James Gould Cozzens nasce il 19 agosto 1903 a Chicago, nell'Illinois.
Compie gli studi alla Kent School ed in seguito all'Università di Harvard prima di esordire come romanziere e autore di Short Stories. Autore prolifico, i suoi romanzi ottengono un notevole e crescente successo.
Guard of Honor viene insignito nel 1949 del Premio Pulitzer per la narrativa e viene considerato, assieme a Il nudo e il morto di Norman Mailer, tra le opere più significative sulla Seconda guerra mondiale.
Due sue opere vengono trasposte in opere cinematografiche: The last Adam del 1933 viene portato sullo schermo da John Ford nello stesso anno come Dr. Bull mentre By love possessed del 1957 diventa quattro anni più tardi Ossessione amorosa per la regia di John Sturges.
Muore il 9 agosto 1978 a Stuart, in Florida, in seguito alle complicazioni di una polmonite.

## Opere principali
- 1924 Confusion
- 1925 Michael Scarlett
- 1928 Cock Pit
- 1929 The Son of Perdition
- 1931 S.S. San Pedro
- 1933 The Last Adam
- 1933 A Cure of Flesh
- 1934 Il naufrago (Castaway), Milano, Feltrinelli, 1960
- 1936 Men and Brethren
- 1940 Ask Me Tomorrow
- 1942 Vostro Onore mi oppongo (The Just and the Unjust), Milano, Rizzoli, 1963
- 1948 Guard of Honor
- 1957 Ossessione amorosa (By Love Possessed), Milano, Mondadori, 1959
- 1964 Children and Others
- 1968 Morning, Noon, and Night

## Filmografia
- 1961 Ossessione amorosa regia di John Sturges
- 1933 Dr. Bull regia di John Ford
- 1983 Il brivido dell'imprevisto - 1 episodio